# Святі недосконалості (Дискавері)

## Про епізод
Святі недосконалості — двадцятий епізод американського телевізійного серіалу «Зоряний шлях: Дискавері» та п'ятий в другому сезоні. Епізод був написаний Девідом Барретом, а режисував Кірстен Бейєр. Перший показ відбувся 14 лютого 2019 року. Українською мовою озвучено студією «ДніпроФільм».

## Зміст
Майкл біжить до місця пригоди з Тіллі — і застає пустий кокон. Потім Бернем усю ніч дивиться на пусту постелю курсантки. Однак Стамец вважає — Тіллі жива. «Дискавері» знаходить човник, яким Спок врятувався від психіатричного відділення, однак він не відповідає і стріляє у водень в туманності — щоб збити сенсори переслідувачів. «Дискавері» підриває торпеду за 100 метрів від човника і піднімає його на борт. Однак на борту човника перебуває Джорджі.
На борту «Дискавері» Джорджі уникає прямих відповідей на питання Пайка. В гравіліфті вона пояснює Крістферу і Майкл — перед ними співробітниця відділу 31. Вона натрапила на дрейфуючий човник Спока без пілота. В командному відсіку голографічне зображення Ліланда погрозливо просить і Пайк відпускає Джорджі. Стамец вважає що кокон — це органічний транспортер. Науковець і Бернем приходять до висновку, що Тіллі потрапила в міцеліальну мережу.
Тіллі опритомнює в мережі з паразитом Мей. Паразит хоче, щоб Тіллі допомогла зупинити чудовисько, яке спустошує їхній світ.
Відділ 31 призначає на «Дискавері» Еша Тайлера як зв'язкового, щоб гарантувати, що команда не заважатиме розслідуванню справи Спока. «Дискавері» проводить напівстрибок у міцеліальну мережу, щоб надати Стамецу та Бернем обмежений час (приблизно одна година), аби знайти Тіллі, перш ніж мережа поглине корабель. Після появи в міцелієвій мережі напівзастряглого «Дискавері» Сильвія клянеться «Мей» шо люди допоможуть її світу. На борту дивно порожнього «Дискавері» Тіллі і «Мей» бачать прояви присутності чудовиська. Сильвію і представницю народу джасет виявляють Пол і Майкл. Чудовиськом виявляється істота Сметс, Г'ю Калбер — колишній медпрацівник «Дискавері», якого Тайлер вбив під час війни. Стамец був підключений до мережі, коли Калбер помер, дозволивши спорі відтворити його енергію. Тим часом створіння джасет розкладають захисний шар «Дискавері». Міцеліальна мережа проникає на командний місток. Тайлер викликає підтримку для «Дискавері» з сил 31-го відділу. Корабель Ліланда фіксує «Дискавері» буксирним променем; Пайк має зі спецслужбістом жорстку розмову.
Двигуни корабля Ліланда перенавантажені; Джорджі шантажем виграє для «Дискавері» іще 4 хвилини. При переході в людський світ Г'ю Калбер не матеріалізується. Бернем переконує Мей використати кокон-паразит на «Дискавері», через який Тіллі транспортували в мережу, щоб відбудувати тіло Калбера в нормальному просторі. Корабель Ліланда відчіпляє силові троси; «Дискавері» ледь виповзає із напівстрибка з Тіллі. Кокон розкладається і лишає живого Калбера.
Пайк переміщається на корабель Ліланда; там їм обидвом адміралка Корнуелл повідомляє — при дослідженні біля астероїда після зникнення Першого сигналу було виявлено тахіонний слід. Адміралка наказує обидвом командирам діяти разом в пошуках Спока. Майкл відмовляється довіритися імператорці Джорджі у її намаганні швидше дістатися Спока.
Якщо існує вища Сила, то спрямовує нас у непевне майбутнє. Мені залишається лише довіритися їй.

## Сприйняття та відгуки
Станом на квітень 2021 року на сайті «IMDb» серія отримала 6.5 бала підтримки з можливих 10 при 3313 голосах користувачів. На «Rotten Tomatoes» 92 % схвалення при відгуках 12 експертів. Резюме виглядає так: «„Святі недосконалості“ спокутують гріхи сезонного неправомірного поводження з персонажем ЛГБТ і вміло запрошують деякі прояви науки, щоб зв'язати певні неточності».
Оглядач «IGN» Скотт Коллура зазначав: «Екіпаж Дискавері вирушає у подорож до міцеліальної мережі, щоб врятувати загубленого товариша. Але вони повертаються із двома замість цього в епізоді, який розважає гострими відчуттями та відвертими візуальними елементами. Але також відчувається, що це важко пов'язати різновеликим сюжетними нитками».
В огляді Раяна Брітта для «Den of Geek» зазначено: «„Святі недосконалості“ — ще один приклад того, як цей серіал звузив фокус сюжету і посилив такі теми „Треку“, як робота в команді, наукова цікавість та гуманістичний оптимізм — і те, як це все віддається сторицею».
Деррен Френіч в огляді для «Entertainment Weekly» зазначав: «Наука стверджує, що не можливо матерію створити чи знищити, лише перемістити (Антуан Лоран Лавуазьє). Ця серія розповідає нам, що персонаж не може повністю померти, якщо він загине в безпосередній близькості від супутника життя — з біофізичним зв'язком із альтернативною реальністю, де верх це низ, а смерть — це життя».

## Знімались
- Сонеква Мартін-Грін — Майкл Бернем
- Даг Джонс — Сару
- Ентоні Репп — Пол Стамец
- Мері Вайзман — Сільвія Тіллі
- Енсон Маунт — Крістофер Пайк
- Шазад Латіф — Еш Тайлер
- Вілсон Круз — Гаг Калбер
- Мішель Єо — Філіппа Джорджі
- Джейн Брук — адміралка Корнуелл
- Алан Ван Спренг — Ліланд
- Рейчел Анчеріл — Нган
- Баїя Вотсон — Мей
- Ганна Чізман — лейтенантка Ейріам
- Емілі Коуттс — Кейла Делмер
- Патрік Квок-Чун — Ріс
- Ойін Оладейо — Джоан Овосекун
- Ронні Роу — лейтенант Брайс